# Sporting Clube de Portugal (tennis de table)
Maillots
Le club de Tennis de table du Sporting Clube de Portugal est l'une des sections du club omnisports du Sporting Clube de Portugal basé à Lisbonne.

## Palmarès

### Compétitions nationales (hommes)
Ceci est le palmarès de l'équipe première masculine, mais le Sporting peut également mettre en avant plusieurs dizaines de titres en individuels et en doubles d'athlète sous licence avec le Sporting, ainsi qu'énormément de trophées dans ses catégories de jeunes. Au niveau international, le Sporting peut mettre en avant une médaille acquise à titre collectif, et 5 médailles acquises à titre individuel ou en doubles (dont 4 durant la fructueuse année 2001).
La section tennis de table du Sporting CP a connu une période dorée entre 1985 et 1995 avec 11 titres consécutifs. Récemment, la section peut néanmoins mettre avant 7 titres de champion durant les années 2000. Le Sporting a d'ailleurs remportant le dernier championnat (2011-2012) en s'imposant en finale contre l'équipe de Toledos, 2 rencontres à 0 (4 matchs à 0 lors du match aller, 4 matchs à 1 lors du match retour à l'extérieur). La suprématie du Sporting sur le tennis de table national est confortée le 29 septembre 2012 grâce à son succès en Supercoupe.
- Championnat du Portugal de tennis de table par équipes (36)
  - Vainqueur : 1946, 1947, 1952, 1955, 1956, 1957, 1961, 1966, 1967, 1970, 1980, 1981, 1985, 1986, 1987, 1988, 1989, 1990, 1991, 1992, 1993, 1994, 1995, 1998, 1999, 2000, 2001, 2003, 2007, 2008, 2009, 2012, 2016, 2017, 2018, 2019

- Coupe du Portugal de tennis de table (31)
  - Vainqueur : 1956, 1957, 1958, 1960, 1966, 1967, 1968, 1969, 1978, 1979, 1980, 1981, 1985, 1986, 1987, 1988, 1989, 1990, 1991, 1992, 1993, 1994, 1999, 2003, 2006, 2008, 2011, 2012, 2016, 2017, 2018, 2019

- Supercoupe du Portugal de tennis de table (13)
  - Vainqueur : 1999, 2000, 2001, 2002, 2003, 2007, 2008, 2011, 2012, 2015, 2016, 2017, 2018
- Championnat du Portugal de tennis de table par équipes de juniors (?)
  - Vainqueur : 2013, 2014

### Compétitions nationales (femmes)
- Championnat du Portugal de tennis de table par équipes (13)
  - Vainqueur : 1957, 1958, 1959, 1960, 1963, 1968, 1972, 1973, 1975, 1976, 1977, 1991, 1992
- Coupe du Portugal de tennis de table (16)
  - Vainqueur : 1959, 1960, 1962, 1972, 1974, 1976, 1977, 1978, 1981, 1982, 1988, 1989, 1990, 1991, 1992, 2019

## Effectif 2012-2013
- Ricardo Filipe Oliveira
- André Silva
- Zheng Shun
- Diogo Chen

Le 4 mars 2013, André Silva est sacré champion national de tennis de table en individuel, en battant en finale un autre joueur du Sporting, Diogo Chen (4-1).
Le 6 avril 2013, Diogo Chen est convoqué en sélection portugaise junior pour un stage international à Ochsenhausen (Allemagne) du 11 au 18 avril 2013.

## Résultats 2012-20130

### Championnat
- Le Sporting termine 1er de la phase régulière du championnat
- Pour le premier match des "play-off", le Sporting affronte le club de Casa do Povo Oliveirinha

#### Demi-finales
- GD Juncal 2-3 SPORTING (26/05/14)
- SPORTING 0-3 GD Juncal (03/06/14)
- SPORTING 3-0 GD Juncal (04/06/14)

#### Finale
- SPORTING 2-3 GD Toledos (14/06/14)
- GD Toledos - SPORTING (21/06/14)

### Coupe d'Europe (ETTU Cup)
| Adversaire                     | Date     | Score |
| ETTU Cup 2012-2013             |          |       |
| Premier tour                   |          |       |
| B-Batt                         | 08/09/12 | 3-1   |
| Libertas Marinkolor            | 08/09/12 | 3-0   |
| Arteal                         | 09/09/12 | 3-0   |
| Deuxième tour                  |          |       |
| CTM San Sebastian de los Reyes | 06/10/12 | 3-0   |
| NTK Ilirijy Ljubljana          | 06/10/12 | 3-0   |
| ASD Marcozzi Cagliari          | 07/10/12 | 3-1   |